# Гимрински пътен тунел
Гимринският пътен тунел е най-дългият автомобилен тунел на територията на Русия и на страните от ОНД.
Разположен е в Дагестан. Осигурява най-кратката независеща от метеорологични условия транспортна връзка за строителството на Ирганайската ВЕЦ, а също така и 9 планински района на Дагестан.
Дължината на тунела е 4303 метра, като тунелът е на 850 метра под повърхността, диаметърът на сечението е 9 метра, а широчината на преминаващия път e 7 метра. Профилът на тунела е двускатен. Половината от тунела е направена от железобетонни анкери и пластове бетон, а другата половина - от монолитен бетон. Паралелно на тунела е изградена сервизно-дренажна шахта с връзки на всеки 600 метра.
Строежът на тунела от към северната страна започва на 31 декември 1979 г., а от южната страна - през 1983 г. Строителството се извършва при сложни метеорологични и геоложки условия, част от материалите се транспортират по вода и след това с товарни автомобили. Свързването на двете страни на тунела става през 1991 г., оттогава е във временна експлоатация.
|  | Тази страница частично или изцяло представлява превод на страницата „Гимринский тоннель“ в Уикипедия на руски. Оригиналният текст, както и този превод, са защитени от Лиценза „Криейтив Комънс – Признание – Споделяне на споделеното“, а за съдържание, създадено преди юни 2009 година – от Лиценза за свободна документация на ГНУ. Прегледайте историята на редакциите на оригиналната страница, както и на преводната страница, за да видите списъка на съавторите. ВАЖНО: Този шаблон се отнася единствено до авторските права върху съдържанието на статията. Добавянето му не отменя изискването да се посочват конкретни източници на твърденията, които да бъдат благонадеждни. |